# Нижнее Авнеозеро
Нижнее Авнеозеро — пресноводное озеро на территории Кривопорожского сельского поселения Кемского района Республики Карелии.

## Общие сведения
Площадь озера — 3,2 км², площадь водосборного бассейна — 94,5 км². Располагается на высоте 100,8 метров над уровнем моря.
Форма озера продолговатая: оно вытянуто с северо-востока на юго-запад. Берега изрезанные, каменисто-песчаные, местами заболоченные.
Через озеро протекает Авнерека, впадающая в реку Кемь.
Код объекта в государственном водном реестре — 02020001011102000006264.